# De udenforstående
De udenforstående er en dansk dokumentarfilm fra 1988 med instruktion og manuskript af Arne Bro.

## Handling
Et portræt af unge på en produktionshøjskole i Sønderjylland. Filmen viser, hvordan undervisningen foregår. Den indfanger diskussioner mellem lærere og elever, eleverne imellem og beskriver, hvordan værkstederne og opdrættet af får fungerer. Omkring skolen ligger det sønderjyske landskab.